# ドイツ連邦道路2号線
ドイツ連邦道路2号線（ドイツれんぽうどうろにごうせん、ドイツ語: Bundesstraße 2、別名：B 2）は、ドイツ連邦共和国で最も長い連邦高速道路で、ドイツ東部のガルツ（Gartz）付近のポーランド国境からガルミッシュ・パルテンキルヒェン付近のオーストリア国境までの約1000キロを走る。
通過年は、北から南へ、ベルリン、ブランデンブルク州のポツダム、ライプツィヒ、テューリンゲン州のゲーラ、バイエルン州のバイロイト、ニュルンベルク、アウクスブルク、ミュンヘンなどの主要都市を通過する。大部分がアウトバーン 9と平行しており、ごく一部はアウトバーン 952と重なっている。
歴史的に、B 2は神聖ローマ帝国道路を踏襲し、ブレンナー峠を通ってイタリアのヴェネツィアまで続いていた。
ベルリンでは、B 2は次の広場や通りを形成している：アレクサンダー広場、カール・リープクネヒト通り、ウンター・デン・リンデン通り、6月17日通り、ティーアガルテン地区のグローサー・シュテルン広場、カイザーダム大通り、テオドール・ホイス広場、ヘエルシュトラーセ。

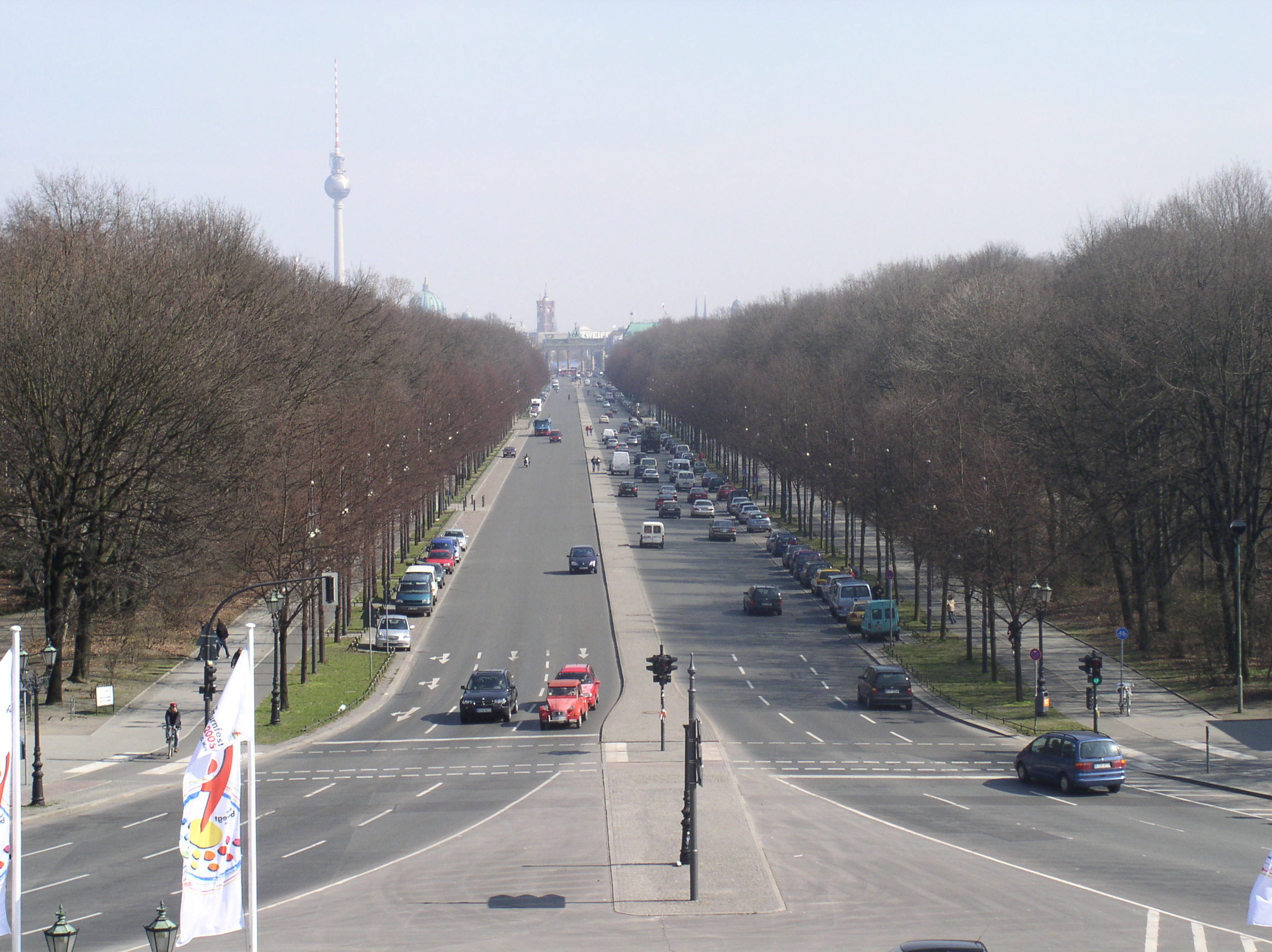
戦勝記念塔からドイツ連邦道路2号線を見る